# Fuji Television

Logo des Fernsehsenders Fuji Television

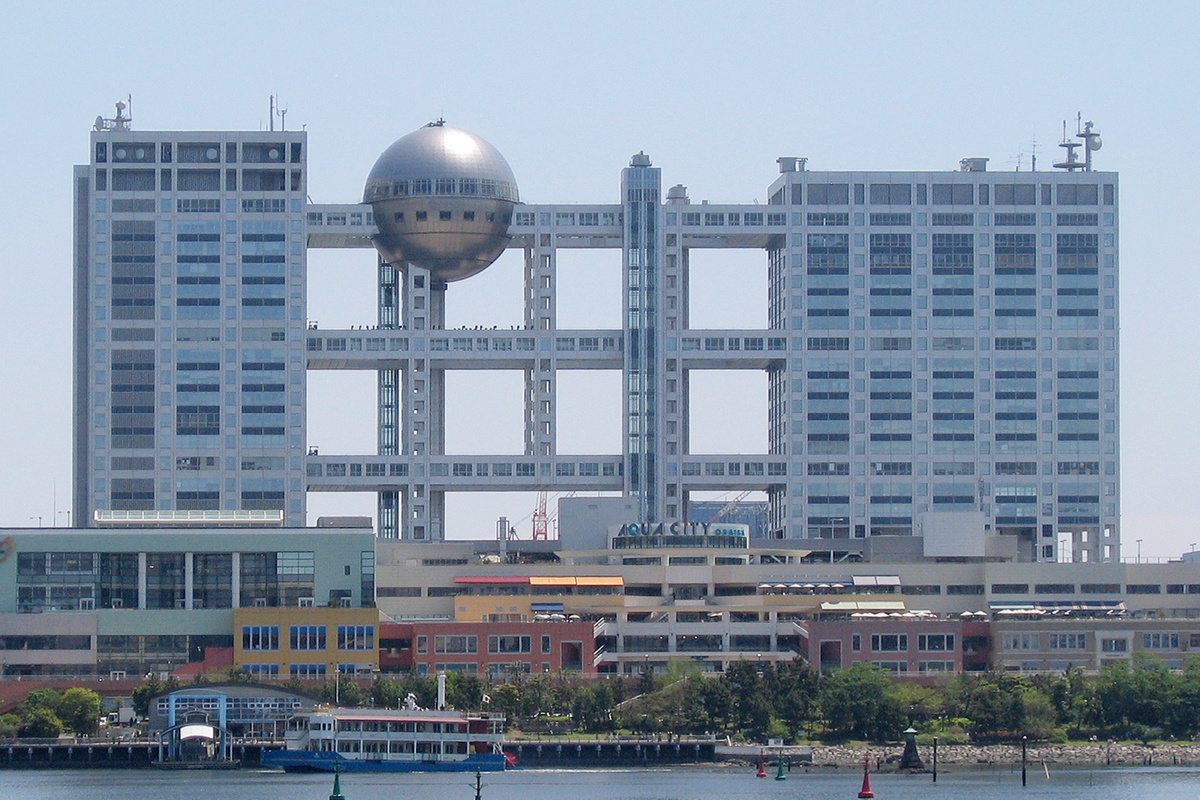
Sitz von Fuji TV im Tokioter Strandviertel Odaiba

Fuji Television (japanisch フジテレビジョン, Fuji Terebijon), auch kurz フジテレビ (Fuji Terebi), ist ein japanischer Fernsehsender in Tokio.
In der Kantō-Region ist Fuji TV auf Kanal 8 zu empfangen. Mit der Sendung Trivia no Izumi und anderen Variety-Shows eroberte Fuji TV 2004 die Marktführerschaft vom langjährigen Führer Nihon TV.
Fuji TV nahm den Sendebetrieb im Jahre 1959 auf. Der Sender zog 1997 von seinem alten Stammsitz in Shinjuku in ein neues Hauptgebäude im damals frisch aufgeschütteten Strandviertel Odaiba um. Das 1994 von Kenzō Tange entworfene Gebäude ist eine der neuen architektonischen Sehenswürdigkeiten Tokios und ein Blickfang der vielen Odaiba-Besucher. Die auffällige Kugel, die wie ein in das Gebäude gestürztes UFO wirkt, ist für Besucher zugänglich; hier finden Ausstellungen statt.
Des Weiteren ist Fuji TV Sponsor des einmal im Jahr in Japan stattfindenden Formel-1-Rennens Großer Preis von Japan.